# Твершино
Твершино — деревня в Борковском сельском поселении Бежецкого района Тверской области России.

## География
Расположена вдоль автомобильной дороги 28К-0058, севернее деревни Борок Сулежский. Севернее Твершино протекает ручей, впадающий в реку Уйвешь.

## Население
| 2008 | 2010 |
| ---- | ---- |
| 6    | →6   |